# Фастович, Кузьма Игнатьевич
Кузьма Игнатьевич Фастович (1 ноября 1918, Опасное, Керчь-Еникальское градоначальство — 18 июля 1985, Керчь, Крымская область) — советский военнослужащий, участник Второй мировой войны, кавалер ордена Славы трех степеней.

## Биография
Родился 1 ноября 1918 года в селе Опасное Таврической губернии, ныне микрорайон Керчи, в семье рабочего. Русский. После окончания школы фабрично-заводского ученичества с 1936 по 1941 годы работал на Еникальском рыбозаводе № 3 мотористом. 25 апреля 1941 года был призван в РККА.
С июня 1941 года участвовал в боевых действиях. Воевал на Западном (до февраля 1942 года), Северо-Западном (с февраля 1942 по март 1943 года), Брянском (с марта по октябрь 1943 года), 1-м Белорусском (с октября 1943 по июль 1944 года), 2-м Белорусском (с июля 1944 по февраль 1945 года), 3-м Белорусском фронтах (с февраля по май 1945 года).
В должности наводчика 45-мм пушки 438-го стрелкового полка 129-я стрелковой дивизии 3-й армии 1-го Белорусского фронта, 24 февраля он 1944 года отличился при форсирования реки Друть вблизи села Большие Коноплицы в Белоруссии. Лично обнаружил огневую точку противника и прямой наводкой подавил две огневые точки, уничтожил шесть автомашин и группу солдат противника. Был ранен, но не покинул поля боя, продолжая вести огонь. Приказом по 129-й стрелковой дивизии № 0103/н от 12 апреля 1944 года красноармеец Фастович был награждён орденом Славы 3-й степени.
В дальнейшем продолжил службу разведчиком взвода разведки тех же полка. 27 июня 1944 года в составе группы захвата проник в расположение противника у населённого пункта Щатково в Бобруйском районе Могилёвской области, Белоруссия. В ходе боя уничтожил до 10 солдат противника. Группа захватила в плен двух гитлеровцев, в том числе одного офицера. Приказом по войскам 3-й армии № 0078/н от 13 августа 1944 года красноармеец Фастович был награждён орденом Славы 2-й степени.
В ночь на 22 февраля 1945 года в составе группы захвата взял в плен 5 немецких солдат, а на следующий день при отражении контратаки противника уничтожил 8 солдат противника. Приказом по 129-й стрелковой дивизии № 253/н от 24 марта 1945 года был награждён орденом Красной Звезды. За время войны был пять раз ранен (28 июля 1941 года, 28 ноября 1943 года, 24 февраля 1944 года, 28 ноября 1944 года, 25 марта 1945 года).
Командир стрелкового отделения К. И. Фастович в составе тех же полка и дивизии (3-я армия, 3-й Белорусский фронт) 25 марта 1945 года отличился в боях в районе города Хайлигенбайль, ныне город Мамоново, в Восточной Пруссия при прорыве к берегу Балтийского моря. В бою в районе хутора Гайкриксхоф первым поднял своё отделение в атаку и перерезал шоссейную дорогу. Был ранен, но не покинул поля боя. Указом Президиума Верховного Совета СССР от 29 июня 1945 года за образцовое выполнение боевых заданий командования на фронте борьбы с немецкими захватчиками и проявленные при этом доблесть и мужество красноармеец Фастович Кузьма Игнатьевич награждён орденом Славы 1-й степени и стал полным кавалером ордена Славы.
В 1945 году был демобилизован в звании старший сержант. Работал в рыбсовхозе до выхода на пенсию. Проживал в городе Керчь. Умер 18 июля 1985 года. Похоронен на городском кладбище города Керчь.

## Награды[2]
- орден Славы 3-й степени (12.04.1944)
- орден Славы 2-й степени (13.08.1944)
- орден Красной Звезды (24.03.1945)
- орден Славы 1-й степени (29.06.1945)
- орден Отечественной войны 1-й степени (06.04.1985)
- Медаль «За победу над Германией в Великой Отечественной войне 1941—1945 гг.» (09.05.1945)